# Перл (Міссісіпі)
Перл (англ. Pearl) — місто (англ. city) в США, в окрузі Ренкін штату Міссісіпі. Населення — 27 115 осіб (2020).

## Географія
Перл розташований за координатами 32°16′36″ пн. ш. 90°5′52″ зх. д. / 32.27667° пн. ш. 90.09778° зх. д. (32.276653, -90.097776).  За даними Бюро перепису населення США в 2010 році місто мало площу 61,45 км², з яких 61,13 км² — суходіл та 0,32 км² — водойми. В 2017 році площа становила 66,33 км², з яких 66,03 км² — суходіл та 0,30 км² — водойми.

## Демографія
Згідно з переписом 2010 року, у місті мешкали 25 092 особи в 9792 домогосподарствах у складі 6675 родин. Густота населення становила 408 осіб/км².  Було 10396 помешкань (169/км²).
Расовий склад населення:
| - 69,8 % — білих - 23,0 % — чорних або афроамериканців - 0,9 % — азіатів - 0,2 % — вихідців з тихоокеанських островів - 0,2 % — корінних американців - 4,2 % — осіб інших рас |

До двох чи більше рас належало 1,7 %. Частка іспаномовних становила 6,4 % від усіх жителів.
За віковим діапазоном населення розподілялося таким чином: 26,4 % — особи молодші 18 років, 61,7 % — особи у віці 18—64 років, 11,9 % — особи у віці 65 років та старші. Медіана віку мешканця становила 33,9 року. На 100 осіб жіночої статі у місті припадало 90,5 чоловіків;  на 100 жінок у віці від 18 років та старших — 85,0 чоловіків також старших 18 років.
Середній дохід на одне домашнє господарство  становив 53 095 доларів США (медіана — 42 323), а середній дохід на одну сім'ю — 58 840 доларів (медіана — 47 075). Медіана доходів становила 38 027 доларів для чоловіків та 31 587 доларів для жінок. За межею бідності перебувало 13,8 % осіб, у тому числі 16,3 % дітей у віці до 18 років та 8,6 % осіб у віці 65 років та старших.
Цивільне працевлаштоване населення становило 12 359 осіб. Основні галузі зайнятості: освіта, охорона здоров'я та соціальна допомога — 19,1 %, мистецтво, розваги та відпочинок — 13,6 %, роздрібна торгівля — 12,9 %.